# Mehmet Oğuz Kaya
Mehmet Oğuz Kaya (* 15. September 1969 in Tekirdağ) ist seit 2007 der Generalsekretär des türkischen Verfassungsgerichts.

## Karriere
Kaya schloss 1990 sein Studium der Politikwissenschaften ab. Zwei Jahre später wurde er an den Rechnungshof berufen und am 22. Juni 2001 als Berichterstatter zum Verfassungsgericht versetzt. Dort wurde er am 14. November 2007 zum Generalsekretär ernannt.
Kaya ist verheiratet und Vater.